# Chris McIntosh
Chris McIntosh (Pewaukee, 20 febbraio 1977) è un ex giocatore di football americano statunitense che ha militato nel ruolo di offensive tackle nella National Football League (NFL). Fu scelto nel corso del primo giro (22º assoluto) del Draft NFL 2000 dai Seattle Seahawks. Al college giocò a football all'Università del Wisconsin-Madison venendo premiato come All-American.

## Carriera professionistica

### Seattle Seahawks
Assieme a Shaun Alexander, McIntosh fu scelto nel primo giro del Draft 2000 dai Seattle Seahawks. I suoi minuti in campo aumentarono col passare della sua stagione da rookie. McIntosh partì come titolare 10 volte nella sua prima stagione ma fu limitato a sole tre partenze nel 2001 a causa di un ricorrente infortunio al collo partito durante il training camp. McIntosh si ritirò dopo la stagione 2002 a causa degli infortuni.